# Cannonau
Il Cannonau (altrimenti detto Cannonao), chiamato Tai Rosso in Veneto, Granaccia in Liguria,  Garnacha in spagnolo, Grenache in francese, è il vitigno a bacca nera più diffuso in Sardegna.
La coltivazione di questo vitigno è diffusa in tutta l'isola ma concentrata nelle zone più centrali del territorio.
Fino a poco tempo fa non se ne conosceva con certezza l'origine e la maggior parte degli esperti lo riteneva importato dalla penisola iberica. 
Tuttavia recenti studi hanno dimostrato la sua endemicità, infatti resti di vinaccioli risalenti a 3200 anni fa sono stati ritrovati in diverse zone dell'isola (ad esempio a Sa Osa – nella valle del Tirso, sulle colline di Sardara – a nord di Cagliari, a Villanovafranca e nel villaggio nuragico Duos Nuraghes di Borore in provincia di Nuoro), tale fatto fa ritenere il Cannonau come il vino più antico del Bacino del Mediterraneo.
Il risultato di analisi già condotte da laboratori spagnoli hanno dimostrato che il Cannonau, che si riteneva "fosse stato importato nel 1400 dalla Spagna, ha in realtà origini autoctone". (Informazione tratta dal sito del Ministero delle Politiche Agricole, Alimentari e Forestali).
Sinonimi ammessi in Italia: Alicante N., Tai rosso N., Garnacha Tinta, Granaccia, Grenache, Gamay del Trasimeno o Gamay Perugino.

## Storia
I recenti ritrovamenti di antichi vinaccioli di Cannonau in vari siti archeologici della Sardegna hanno permesso di riscrivere parte della storia dell'origine della domesticazione della vite in Italia e nel Mediterraneo.
Da ultimo, in occasione degli scavi condotti nel 2002 a Borore nel sito archeologico di Duos Nuraghes, sono stati rinvenuti centinaia di vinaccioli di vite (i semi contenuti in un acino d'uva), antichissimi, carbonizzati dal tempo, databili intorno al 1200 avanti Cristo, 3.200 anni fa. Questa scoperta - che ha portato alla ribalta nazionale il sito di Duos Nuraghes - oltre a dimostrare che le popolazioni nuragiche coltivavano la vite e producevano vino, ha permesso di capire che il "Cannonau sardo, che fino ad oggi si pensava fosse stato importato dalla Spagna, è di una varietà diversa da quella iberica e potrebbe essere viceversa originario della Sardegna, ed esportato quindi in Spagna, seguendo l'irradiazione primaria dell'agricoltura, proveniente dalla Mezzaluna fertile.
La teoria storica ufficiale fino alle recenti scoperte sui vinaccioli sardi raccontava che la domesticazione della vite, nata nell'area del Caucaso e della Mesopotamia, venne trasferita progressivamente in Anatolia e in Egitto, da qui nelle isole egee, in Grecia e nel resto dell'Europa, infine grazie ai Fenici arrivò nel Mediterraneo Occidentale e in Sardegna. Oggi, con le recenti scoperte archeologiche, si può affermare con certezza che con l'arrivo dei Fenici, in Sardegna la coltivazione e domesticazione della Vitis vinifera era già conosciuta.
Dalle uve Cannonau si produce prevalentemente il vino DOC Cannonau di Sardegna.